# Ostrów Południowy
Ostrów Południowy [ˈɔstruf pɔwudˈɲɔvɨ] est un village polonais de la gmina de Krynki dans le powiat de Sokółka et dans la voïvodie de Podlachie. Il se situe à environ 6 kilomètres à l'ouest de Krynki, à 22  kilomètres au sud-est de Sokółka et à 39 kilomètres au nord-est de Białystok. 